# Концерт для фортепиано с оркестром № 2 (Хренников)
Концерт № 2 для фортепиано с оркестром до мажор op. 21 — сочинение Тихона Хренникова для солирующего фортепиано и симфонического оркестра в трёх частях. Концерт был написан в 1971 году.
Премьера состоялась 8 февраля 1972 года в Большом зале Московской консерватории.
Ленинская премия 1974 года.

## История создания
Второй концерт для фортепиано с оркестром был создан Хренниковым спустя почти 40 лет после Первого. Композитор работал над ним летом и осенью 1971 года. Партитура была завершена 28 января 1972 года. Премьера состоялась 8 февраля того же года в Москве, в Большом зале консерватории в исполнении автора и Государственного академического симфонического оркестра СССР под управлением Евгения Светланова..
Зарубежная премьера концерта состоялась в Париже 22 июня 1974 года в исполнении Национального оркестра Франции под управлением Кирилла Кондрашина, солировал автор.
Впоследствии этот концерт исполняли такие пианисты, как Николай Петров, Евгений Могилевский, Евгений Кисин, Владимир Фельцман, Яша Немцов и др. Концерт считается одной из вершин не только композитора, но и всей отечественной музыки второй половины XX века. За этот концерт композитор был удостоен Ленинской премии 1974 года.

## Музыка
Второй концерт, как и многие другие произведения Хренникова, отличает неизменная яркость, виртуозность, полифоническое изобилие, энергичность. В нем присутствует множество новаторских приёмов. Например, Хренников впервые в своем творчестве использует здесь двенадцатиновую технику. Сама структура концерта также необычна, так как все три части написаны в быстром темпе. Сама музыка предельно лаконична и собрана. Несмотря на сравнительно короткую продолжительность — 16-17 минут — музыкальный материал концерта очень насыщенный. На протяжении всего произведения партия фортепиано в значительной мере превалирует над оркестром, несмотря на то, что его состав также очень насыщен. Например, одна только группа ударных инструментов представлена колоколами, бубном, двумя ксилофонами, большим и малым барабанами, глокеншпилем, литаврами, тарелками и там-тамом.

### 1 часть — Интродукция
Первая часть Moderato начинается с довольно продолжительного (около трёх минут) фортепианного соло в технике додекафония. Степенная атональная одноголосная тема постепенно развивается, расширяется, нарастает и доходит до чёткого до мажора, украшенного ре-бемолем в верхнем регистре. В этот момент вступают струнные с широкой, свободно льющейся экспрессивной мелодией, которую сопровождает повторяющийся фортепианный пассаж в до мажоре. Первая часть завершается вступлением всего оркестра, затухая через несколько тактов.

### 2 часть — Соната
Вторая часть Allegro начинается незамедлительно, на последних нотах первой части (attacca). Она врывается неожиданно и очень энергично. Она написана в сонатной форме и по этой причине фортепиано здесь звучит практически беспрерывно, чередуясь репликами оркестра. Центральное место занимает продолжительная виртуозная каденция, в которой преобладает импульсивное движение. Каденция, дойдя до кульминации, переходит в мощные аккорды оркестра, которые и завершают вторую часть.

### 3 часть — Рондо
Третья часть Giocoso по своему темпу во многом является продолжением второй части, но уже имеет другое настроение — более праздничное. Написанная в форме рондо, она богата быстрыми виртуозными пассажами, двойными нотами и бравурными октавами. Фортепианное соло дополняется солирующим бубном, добавляющим яркости и жизнерадостности в образ финального рондо. Ближе к середине этой части появляется еще одна развернутая каденция, которая в конце сменяется репризой первой темы рондо. Сначала может показаться, что это могло бы стать торжественным завершением концерта, но композитор, после мощного ложного финального аккорда внезапно возвращает слушателя к заключительному эпизоду Интродукции (первой части), которым и завершается концерт.

## Структура
- 1. Интродукция. Moderato
- 2. Соната. Allegro con fuoco
- 3. Рондо. Giocoso — Andantino[6]

## Состав оркестра
- 2 флейты ,
- флейта-пикколо,
- 2 гобоя,
- 2 кларнета,
- бас-кларнет,
- 2 фагота,
- контрафагот,
- 4 валторны,
- 3 трубы,
- 3 тромбона,
- литавры,
- малый барабан,
- большой барабан,
- бубен,
- тарелки,
- Оркестровые колокола,
- Глокеншпиль,
- 2 ксилофона,
- Там-там,
- арфа,
- струнные,
- фортепиано соло.

## Отзывы
«Щедра и богата фантазия композитора. Музыка Второго концерта блещет, сверкает. Но вот что примечательно: форма Второго концерта отточено-чеканна, бурная творческая фантазия пропущена через кристально ясную мысль композитора. Ничего лишнего. Предельный лаконизм, концентрация изложения. Ювелирная отделка деталей. И, что весьма существенно в данном случае, блестящая, виртуозно-эффектная и образно точная сольная партия фортепиано.»
Иннокентий Попов, искусствовед

## Некоторые аудиозаписи
- 1973 — солист автор, дирижёр Евгений Светланов[8]
- 1988 — солист Евгений Кисин, дирижёр Владимир Федосеев[9]
- 2013 — солист Никита Мндоянц, дирижёр Роман Белышев[10]
- 2017 — солист Яша Немцов, дирижёр Лоран Вагнер[11]